# Cian Shields
Cian Shields né le 7 mars 2005 à Glasgow, est un pilote automobile britannique. Il participe en 2024 au championnat de Formule 3 FIA. Il a également participé au Formule 3 britannique en 2022. Il est vice-champion d'Euroformula Open en 2023.

## Biographie

### Karting
Cian Shileds débute le karting en 2016, à l'âge de 16 ans. En 2017, il dispute le IAME Cadets aux côtés du pilote de GT Dean MacDonald, qui deviendra son coach. En 2019, il remporte le titre de champion en IAME Series Benelux dans la catégorie X30 Junior,.

### Formule 3 Britannique
En 2022, Cian Shields fait ses débuts en monoplace dans le championnat de Formule 3 Britannique avec Hitech Grand Prix. Il remporte sa première victoire à Silverstone grâce à la grille inversée et après un dépassement sur Nick Gilkes dans les derniers tours,. Il décroche deux autres podiums à Brands Hatch et à Donington Park. il se classe treizième du championnat avec 186,5 points.

### Euroformula Open

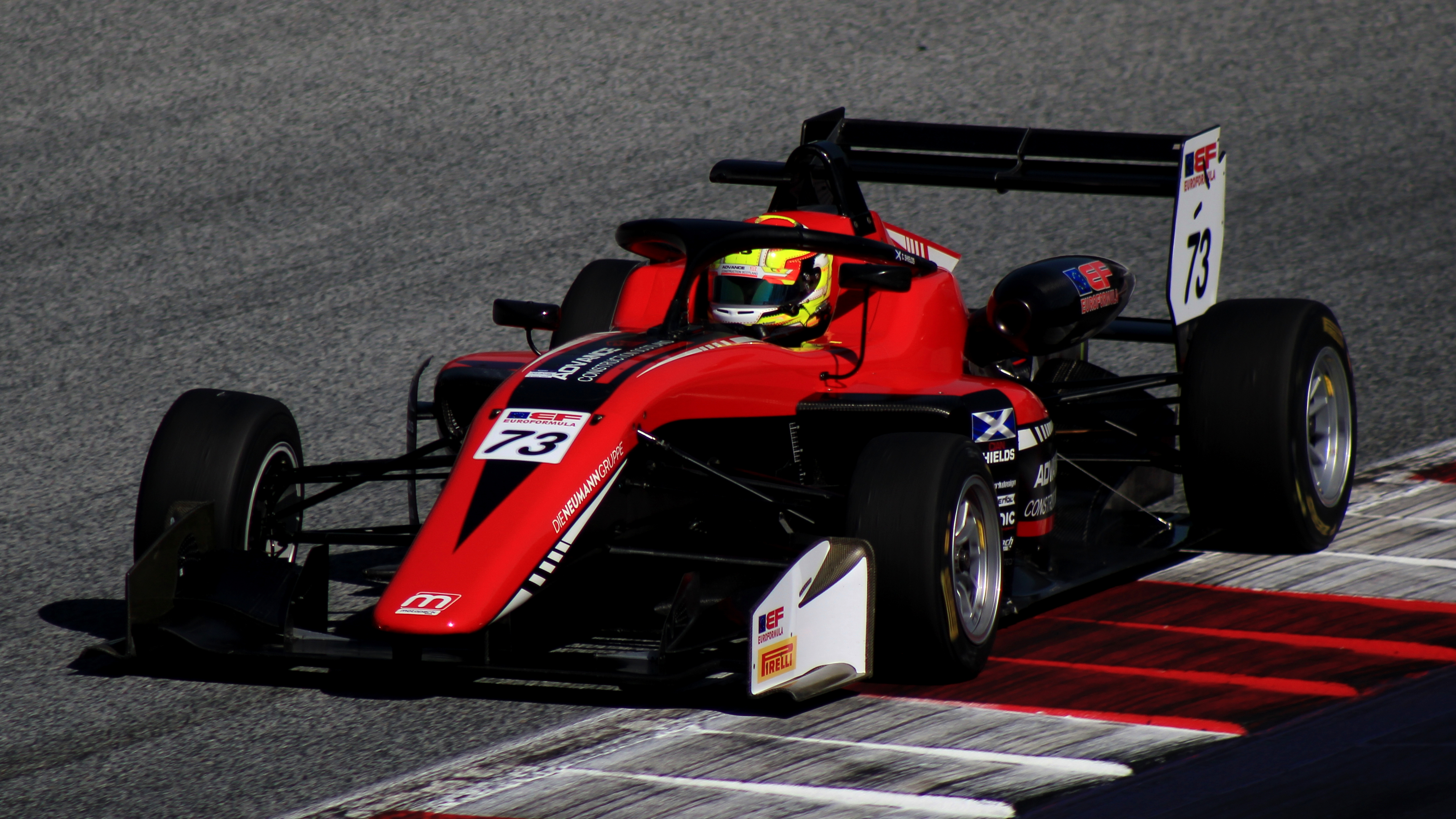
Cian Shields en Euroformula Open en 2023 à Spielberg.

En 2023, Shields rejoint l'Euroformula Open avec Motopark. Au cours de la saison, il remporte quatre victoires à Spa-Francorchamps, au Castellet, au Red Bull Ring et au Mugello. Il décroche six autres podiums et termine vice-champion avec un total de 313 points derrière son coéquipier Noel León,,,.

### Formule 3 FIA

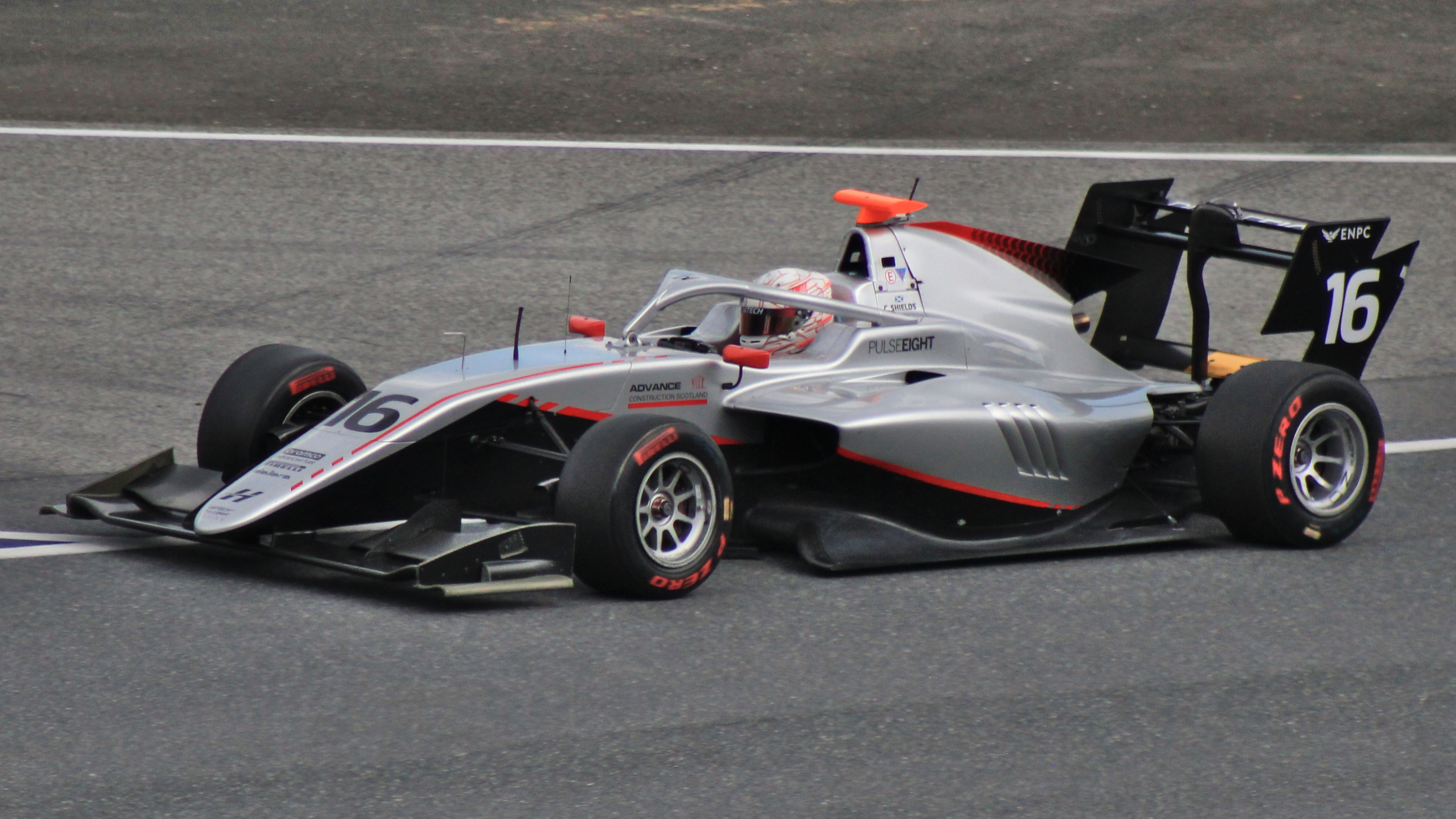
Cian Shields en Formule 3 FIA en 2024 à Spielberg.

En octobre 2023, Cian Shields dispute les essais d'après-saison de Formule 3 FIA pour Hitech Grand Prix. En décembre, l'écurie annonce sa titularisation pour la saison 2024. Son meilleur résultat est une quatorzième place obtenue lors de la manche de Barcelone. Il se classe à la trentième place du championnat sans avoir inscrit de point.

### Formule 2
Fin novembre 2024, Shields rejoint AIX Racing pour remplacer Niels Koolen lors des deux dernières manches de Formule 2 au Qatar et à Abou Dabi. Il fait équipe avec Joshua Dürksen. Il termine les quatre courses hors des points avec une onzième place lors de la course principale au Qatar pour meilleur résultat.

## Carrière

### Résultats en monoplace
| Saison | Championnat           | Écurie             | Courses | Victoires | Pole positions | Meilleurs tours | Podiums | Points | Classement |
| ------ | --------------------- | ------------------ | ------- | --------- | -------------- | --------------- | ------- | ------ | ---------- |
| 2022   | Formule 3 Britannique | Hitech Grand Prix  | 24      | 1         | 0              | 0               | 3       | 186,5  | 13e        |
| 2022   | Prototype Challenge   | 360 Racing         | 2       | 0         | 0              | 0               | 0       | 0†     | n.c        |
| 2023   | Euroformula Open      | Team Motopark      | 23      | 4         | 0              | 4               | 10      | 313    | 2e         |
| 2024   | Formule 3 FIA         | Hitech Pulse-Eight | 20      | 0         | 0              | 0               | 0       | 0      | 30e        |
| 2024   | Formule 2             | AIX Racing         | 4       | 0         | 0              | 0               | 0       | 0      | 30e        |
| 2025   | Formule 2             | AIX Racing         | 19      | 0         | 0              | 0               | 0       | 0      | 22e        |

† Shields étant un pilote invité, il était inéligible pour marquer des points.